# Clan Mori (Genji)
Il clan Mori (森氏?, Mori-shi) fu un clan del Giappone della provincia di Owari che dichiarava di discendere dallo Seiwa Genji. 
La loro linea discendeva da Minamoto no Yoshiie attraverso il suo settimo figlio Minamoto no Yoshitaka possessore di un Shōen nella provincia di Sagami. Suo figlio, Minamoto no Yoritaka prese il cognome Mori quando si ritirò e il suo l'erede Yorisada continuò a utilizzarlo.
Durante il periodo Sengoku i Mori erano servitori del clan Saitō. Dopo la sconfitta dei Saitō per mano del clan Oda divennero servitori di Oda Nobunaga. Mori Yoshinari (1523–1570) combatté con Nobunaga al castello di Kiyosu e si unì nella campagna contro i clan Azai e Asakura. Dopo la morte di Yoshinari il figlio Nagayoshi (1558–1584) divenne nuovo capo del clan e morì nella battaglia di Komaki e Nagakute battendosi per Toyotomi Hideyoshi.
Nagasada, figlio di Yoshinari, meglio conosciuto come Mori Ranmaru morì con Nobunaga nell'incidente di Honnō-ji.
Dopo la morte di Nagayoshi il capo divenne il figlio Tadamasa (1570–1634) che si schierò con Tokugawa Ieyasu durante la campagna di Sekigahara.
La famiglia divenne daimyō con Toyotomi Hideyoshi e per cinque generazioni governarono il dominio di Tsuyama. I loro discendenti furono nominati visconti con la restaurazione Meiji.